# Diolcogaster curticornis
Diolcogaster curticornis är en stekelart som först beskrevs av Granger 1949.  Diolcogaster curticornis ingår i släktet Diolcogaster och familjen bracksteklar. Inga underarter finns listade i Catalogue of Life.